# Dierna strigata
Dierna strigata är en fjärilsart som beskrevs av Moore 1867. Dierna strigata ingår i släktet Dierna och familjen nattflyn. Inga underarter finns listade i Catalogue of Life.